# Rue Rieussec
La rue Rieussec est une voie de communication du centre historique de la commune de Viroflay, dans les Yvelines.

## Situation et accès
Orientée du nord au sud, la rue Rieussec commence son tracé à la place Germaine-Delaunay sous le viaduc de Viroflay.
Elle franchit ensuite la voie ferrée au niveau de la gare.
Elle se termine au carrefour de la Fontaine, devant l'église Saint-Eustache, au droit de la rue Jean-Rey.
Cette rue est desservie par la gare de Viroflay-Rive-Gauche, sur les lignes de Paris-Montparnasse à Brest et des Invalides à Versailles-Rive-Gauche.

## Origine du nom
Cette rue a été nommée en hommage à Joseph Rieussec, maire de Viroflay de 1819 à 1831. Il mourut le 28 juillet 1835 dans l’attentat perpétré par Giuseppe Fieschi contre Louis-Philippe Ier.

## Historique

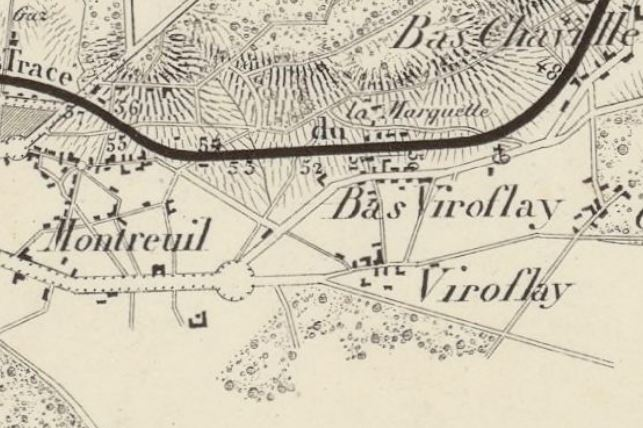
Carte du chemin de fer de Paris à Versailles en 1839. Les rues Rieussec et Amédée-Dailly y sont visibles.

À la fin du XIXe siècle, des bâtiments publics comme la poste et l’école primaire y sont bâtis.

## Bâtiments remarquables et lieux de mémoire
- Église Notre-Dame-du-Chêne de Viroflay.
- Église Saint-Eustache de Viroflay.
- Temple de l'Église Réformée de France.
- Viaduc de Viroflay.
- Siège social de Révillon Chocolatier.
- Siège social de Savencia Fromage & Dairy, installé dans l'« Alliance » (rue Rieussec), édifice contemporain  à l'architecture néo-classique, construit en 1990.